# 聖巴勃羅火山
21°52′S 68°22′W / 21.867°S 68.367°W
聖巴勃羅火山（西班牙語：Volcán San Pablo），是位於智利安托法加斯塔大區，毗鄰玻利維亞的一座休火山。它與年輕的聖佩德羅火山通過一個高山領相連，屬於安第斯山脈的一部分，海拔高度6,110米。

## 首次登頂
聖巴勃羅火山於1910年9月首次被漢斯·伯格（德國）攀登成功。

## 海拔
聖巴勃羅火山的官方高度為6,050公尺。其他來自可用的數字高程模型的數據如下：SRTM測量為6,098公尺，ASTER為6,076公尺，TanDEM-X為6,143公尺。最近的主鞍部高度為5,302公尺，因此聖巴勃羅火山的地勢突出度為808公尺。根據山脈系統，聖巴勃羅火山被歸類為山脈次集合，其支配度為13.22%。其母峰是聖佩德羅火山，與最近的山峰距離為5.1公里。

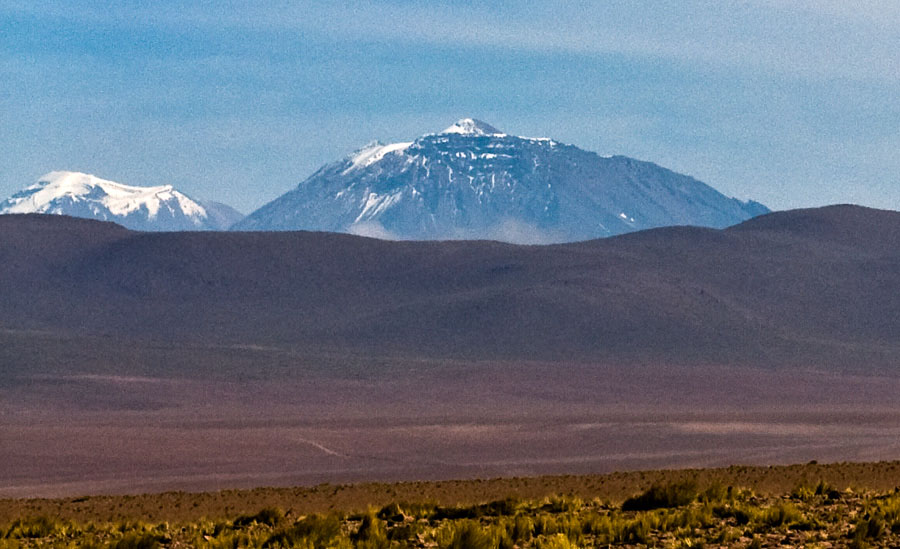